# 1931 en science-fiction
| Années de la science-fiction : 1928 - 1929 - 1930 - 1931 - 1932 - 1933 - 1934    |
| Décennies de la science-fiction : 1900 - 1910 - 1920 - 1930 - 1940 - 1950 - 1960 |

L'année 1931 a été marquée, en matière de science-fiction, par les événements suivants.

## Naissances et décès

### Naissances
- 9 janvier : Algis Budrys, écrivain américain, mort en 2008.
- 28 janvier : Sakyō Komatsu, écrivain japonais, mort en 2011.
- 7 mai : Gene Wolfe, écrivain américain, mort en 2019.
- 10 juillet : Julian May, écrivain américain, morte en 2017.
- 31 décembre : Bob Shaw, écrivain britannique, mort en 1996.

## Événements
- Fin de l'édition de la collection Le Livre de l'aventure, commencée en 1929.

## Prix
La plupart des prix littéraires de science-fiction actuellement connus n'existaient alors pas.

## Parutions littéraires

### Romans
- Druso par Friedrich Freksa (de).

### Nouvelles
- Celui qui chuchotait dans les ténèbres par H. P. Lovecraft.

## Sorties audiovisuelles

### Films
- À nous la liberté par René Clair.
- La fin du monde par Abel Gance.
- Frankenstein par James Whale.